# Siempre 23
Pour les articles homonymes, voir Siempre et 23 (nombre).
Albums de Jonatan Cerrada
La Preuve du contraire
(2005)
Singles
1. Je voulais te dire que je t'attends
Sortie : 21 juillet 2003
2. Rien ne me changera
Sortie : 3 novembre 2003
3. À chaque pas
Sortie : 29 mars 2004

Siempre 23 est le premier album de Jonatan Cerrada.

## Liste des titres
| No  | Titre                               | Auteur                          | Durée |
| --- | ----------------------------------- | ------------------------------- | ----- |
| 1.  | De ton amour                        | Cyril Paulus, James McMillan    | 3:34  |
| 2.  | Rien ne me changera                 | Léa Ivanne, Bill Ghiglione      | 3:40  |
| 3.  | Je voulais te dire que je t'attends | Pierre Grosz, Michel Jonasz     | 4:03  |
| 4.  | Siempre mañana (Tomorrow forever)   | Chris Anderson, Steve Lee       | 3:08  |
| 5.  | Regarde-moi dans les yeux           | Léa Ivanne, Bill Ghiglione      | 4:03  |
| 6.  | Avec toi (Je me sens vivre)         | Jérôme Attal, Ali Boudris       | 3:39  |
| 7.  | Ce qui me tient                     | Nat Alhister, Ian Aledji        | 4:09  |
| 8.  | Tu es là                            | Iren Bo, Cyril Paulus           | 3:27  |
| 9.  | Par amour (duo avec Lena Ka)        | Léa Ivanne, Bill Ghiglione      | 4:14  |
| 10. | Je souris avec elle                 | Audrey Aguirre                  | 3:19  |
| 11. | Rien ni personne                    | Christian Vié, Thierry Geoffroy | 3:44  |

## Classements
| Pays              | Meilleure position | Semaines classées |
| ----------------- | ------------------ | ----------------- |
| France            | 7                  | 20                |
| Belgique Wallonie | 5                  | 21                |
| Suisse            | 52                 | 5                 |